# Boisseuilh
Boisseuilh – miejscowość i gmina we Francji, w regionie Nowa Akwitania, w departamencie Dordogne.
Według danych na rok 1990 gminę zamieszkiwało 113 osób, a gęstość zaludnienia wynosiła 9 osób/km² (wśród 2290 gmin Akwitanii Boisseuilh plasuje się na 1063. miejscu pod względem liczby ludności, natomiast pod względem powierzchni na miejscu 903.).